# 柳田和洋

柳田 和洋（やなぎた かずひろ、1973年1月11日 - ）は日本の実業家で、元サッカー選手。「テゲバジャーロ宮崎」の創始者。宮崎県門川町出身。JFAスポーツマネージャーズカレッジCrade3修了。一般社団法人宮崎県サッカー協会専務理事、WEリーグ入りを目指す「ヴィアマテラス宮崎」の理事兼ゼネラルマネージャーを務める。

## 来歴
宮崎県門川町に生まれる。母親の勧めでサッカー少年団に入り、サッカーを始める。宮崎県立日向高等学校在学当時はサッカー部で主将を務めたもののサッカー選手志望ではなかったが、監督から大学の世話をするから続けるようアドバイスされた。高校の同窓生に元読売ジャイアンツの織田淳哉がいる。
高校卒業後、名古屋商科大学に進む。大学のサッカー部ではFWとなり、1年生からレギュラー選手の座をつかんだ。
1995年に宮崎県に帰郷して建設業の職に就いた。1年ほどサッカーから離れたが、宮崎県サッカーリーグに招かれ、その後プロフェソール宮崎FCに移る。しかし、自らチームをマネジメントすることを志望した。
1999年、門川クラブの選手兼監督に就任し、クラブは2003年に宮崎県サッカーリーグに昇格した。クラブは名称をAndiamo門川（2004年）、MSU FC（2007年）と変更した後、2008年に宮崎県リーグ1部へ昇格を果たす。
2010年にはMSU FCを九州リーグ昇格に導くが、2013年に県リーグに降格する。これを契機に「JFA SPORTS MANAGERS COLLEGE」でスポーツマネジメントを学び、翌年再昇格した。
2015年、クラブ名をテゲバジャーロ宮崎に変更し代表に就任する。テゲバジャーロ宮崎は2018年にJFL（日本フットボールリーグ）への昇格を果たす。また、同年の第73回国民体育大会（福井県）において、宮崎県成人の部の監督を務め、3位に入賞した。
2020年に宮崎県サッカー協会専務理事に就任する。この年、テゲバジャーロ宮崎はJ3リーグへの参入が決定した。
2021年2月にテゲバジャーロ宮崎の取締役を退任し、ヴィアマテラス宮崎理事就任した。